# سیدنی هاوارد اسمیت
 سیدنی هاوارد اسمیت (انگلیسی: Sydney Howard Smith؛ زاده ۳ فوریهٔ ۱۸۷۲ درگذشته ۲۷ مارس ۱۹۴۷) یک تنیس‌باز اهل بریتانیا بود.